# محمد منصوري (لاعب كرة قدم)
محمد منصوري (بالفارسية: محمد منصوری) هو لاعب كرة قدم إيراني في مركز الوسط، ولد في 23 سبتمبر 1979 في إيران. لعب مع نادي برق شيراز ونادي ذوب آهن أصفهان ونادي سايبا ونادي شهر خودرو ونادي مس كرمان.